# Król Edyp

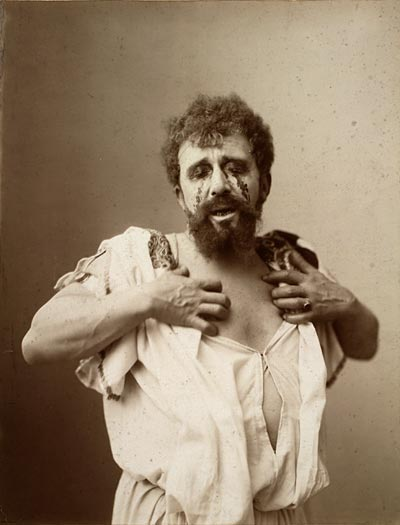
Louis Bouwmeester jako Król Edyp (ok. 1896)

Król Edyp (Oιδίπoυς τύραννoς) – tragedia grecka napisana ok. 427 p.n.e. przez Sofoklesa. Obok jego innych dwóch sztuk – Edypa w Kolonie i Antygony – należy do tak zwanego cyklu Tebańskiego.
Tragedia przedstawia bezsilność wobec nieodgadnionych praw losu. Ukazuje historię Edypa, człowieka próbującego oszukać przeznaczenie, chcącego żyć spokojnie, w zgodzie ze światem. Nad Edypem ciąży klątwa, od której nie da się uwolnić. Kazirodztwo i ojcobójstwo są niewybaczalnymi przewinieniami. Piętno pozostaje także na dzieciach (rodzeństwie) Edypa.
Sofoklesa do napisania sztuki zainspirowały ówczesne wydarzenia polityczne, a zwłaszcza straszliwa zaraza, która dotknęła Ateny na początku wojny peloponeskiej. Prototypem postaci Edypa mógł być Perykles, wielki przywódca Aten należący do rodu Alkmeonidów, który był przeklęty za dopuszczenie się tzw. zmazy kylońskiej.